# Neosisyphus tibialis
Neosisyphus tibialis là một loài bọ cánh cứng trong họ Bọ hung (Scarabaeidae).